# Nahrungsmittelunverträglichkeit
Als Nahrungsmittelunverträglichkeit oder Nahrungsmittelunverträglichkeitsreaktion (engl.: adverse food reaction) werden nach Definition der European Academy of Allergy and Clinical Immunology (EAACI) im Jahre 1994 folgende Reaktionen nach Nahrungsaufnahme bezeichnet:
- toxische Reaktionen: Lebensmittelvergiftungen
- nicht toxische Reaktionen
  - nicht immunologische Reaktionen
    - enzymatische Intoleranzen
    - pharmakologische Intoleranzen
    - Intoleranzen auf Nahrungsmittelzusatzstoffe

  - immunologische Reaktionen
    - IgE-vermittelt: Nahrungsmittelallergie
    - IgE-unabhängig (IgA oder IgG-vermittelt): Zöliakie

Im engeren Sinn erfasst der Begriff und insbesondere die synonym gebrauchte Bezeichnung Nahrungsmittelintoleranz nur Unverträglichkeitsreaktionen ohne toxischen und/oder allergischen Hintergrund.

## Epidemiologie
Es wird geschätzt, dass ungefähr ein bis zwei Prozent aller Menschen an einer Nahrungsmittelintoleranz leiden. Abweichend von dieser Zahl geben bei Befragungen 10–20 % der Menschen an, dass sie selbst denken, an Nahrungsmittelintoleranzen zu leiden.

## Pathophysiologie

### Toxische Reaktionen
Toxische Reaktionen nach Nahrungsaufnahme begründen sich in einer für den Körper generellen Giftigkeit einzelner Nahrungsbestandteile.

### Nicht toxische Reaktionen
Nicht toxische Reaktionen beruhen auf einer individuellen Empfindlichkeit des Körpers für Nahrungsbestandteile. Man unterscheidet immunologische und nicht immunologische Reaktionen.

#### Immunologische Reaktionen
Immunologische Reaktionen, gewöhnlich als Nahrungsmittelallergie bezeichnet, sind individuell vorkommende Unverträglichkeitsreaktionen, deren Symptome nach wiederholtem Allergen-Kontakt (Sensibilisierung) auftreten. Nach den zugrundeliegenden Pathomechanismen unterscheidet man zwei Formen:
- IgE-vermittelte Reaktionen
→ Hauptartikel: Nahrungsmittelallergie
- Nicht IgE-vermittelte Reaktionen
 Die Gluten-Intoleranz (Zöliakie; im Erwachsenenalter auch als einheimische Sprue bezeichnet) gehört zu den immunologisch bedingten, nicht IgE-vermittelten Nahrungsmittelunverträglichkeiten.

#### Nicht immunologische Reaktionen
Nach den zugrundeliegenden Pathomechanismen werden drei Arten von Unverträglichkeitsreaktionen unterschieden, die weder einen toxischen noch einen allergischen Hintergrund haben.
- Resorptionsbedingte Intoleranzen (Transporterdefekte)
 Ursache der resorptionsbedingten Intoleranzen sind vermindert ausgebildete oder vermindert funktionierende Transporter, die es den betroffenen Personen unmöglich machen, bestimmte Nahrungsbestandteile (vollständig) zu resorbieren. Die Transporterdefekte können entweder angeboren oder erworben sein.
  - Fructosemalabsorption (intestinale Fructoseintoleranz)
- Enzymatische Intoleranzen (Enzymopathien)
 Ursache der Enzymopathien sind bestimmte Enzymmangel oder Enzymdefekte, die es den betroffenen Personen unmöglich machen, bestimmte Nahrungsbestandteile (vollständig) zu verdauen. Die Enzymmangel oder Enzymdefekte können entweder angeboren oder erworben sein.
 Folgende Enzymopathien sind bekannt:
  - Laktoseintoleranz
  - Hereditäre Fruktoseintoleranz
  - Galactose-Intoleranz (siehe auch Galaktosämie)
  - Histamin-Intoleranz
  - Saccharoseintoleranz
  - Sorbitintoleranz
- Pharmakologische Nahrungsmittel-Intoleranzen
Bestimmte Substanzen in Nahrungsmitteln sind pharmakologisch aktiv und können, wenn sie in großen Mengen verzehrt werden, zu Symptomen der Nahrungsmittel-Intoleranzen führen (relative Intoleranz):
  - Biogene Amine (Tryptamin in Tomaten, Phenylethylamin in Schokolade, Tyramin in reifem Käse und Schokolade, Serotonin in Bananen und Nüssen)
  - Glutamate (Glutamatunverträglichkeit)
  - Koffein
- Pseudoallergische Reaktionen auf Nahrungsmittelzusatzstoffe
Pseudoallergien gleichen Allergien in ihrem klinischen Bild, zeigen sich also mit ähnlichen Symptomen. Bei den Pseudoallergien kommt es zu einer unspezifischen Aktivierung und Degranulierung von Mastzellen.
 Typische Auslöser sind:
  - Lektine (enthalten z. B. in Bohnen)
  - Salicylate in Äpfeln oder Aprikosen, aber auch die in Schmerzmitteln verwendete Acetylsalicylsäure
  - Konservierungsstoffe (z. B. Benzoesäure)
  - Säuerungsmittel (z. B. Zitronensäure, Essigsäure)
  - bestimmte Medikamente (siehe dazu Intoleranz (Medizin))
  - Farbstoffe (z. B. Tartrazin),
  - Emulgatoren (z. B. Lecithin),
  - Sulfite

## Symptome
Meistens zeigen sich Nahrungsmittelunverträglichkeiten an Haut und Schleimhäuten. Aber auch Lunge, Gastrointestinalsystem (20 %) und Herzkreislaufsystem (10 %) können betroffen sein.
Hauptsymptome sind:
- Juckreiz, Flush, Urtikaria, Angioödem
- Rhinokonjunktivitis, Heiserkeit, Hustenreiz, Asthma
- Juckreiz und Schwellungen der Mundschleimhaut oder im Larynx
- Übelkeit, Erbrechen, Koliken, Diarrhoe
- Tachykardie, Hypotonie, Extrasystolie
- Aufflammen einer atopischen Dermatitis

## Therapie, Vorbeugung
Die Therapie der Wahl ist das Vermeiden der verantwortlich gemachten Lebensmittel. Bei Hochrisiko-Säuglingen, die aus verschiedensten Gründen nicht ausschließlich an der Mutterbrust gestillt werden können, gibt es eingeschränkte Hinweise, dass eine verlängerte Verabreichung von Säuglingsnahrung aus hydrolysierten Eiweißen Nahrungsmittelunverträglichkeiten (Allergien im Säuglings- und Kindesalter im Allgemeinen und das Auftreten einer Kuhmilchallergie im Besonderen) reduzieren kann. Allerdings sind weitere gut geplante Studien zur endgültigen Klärung erforderlich.
Im Krankenhausbereich sind die (empirisch nicht belegbar wirksamen) organbezogenen Schonkostformen (Darm-, Galle-, Leber-, Magen- und Pankreasdiäten) zugunsten der heute üblichen leichten Vollkost (oder gastroenterologischen Basisdiät) verlassen worden. Nach einer 1978 von der Deutschen Arbeitsgemeinschaft für klinische Ernährung und Diätetik an über 2000 nicht selektionierten Klinikpatienten durchgeführten Befragung wird auf jene Nahrungsmittel verzichtet, die bei über 10 % der Befragten Beschwerden auslösten.
Dies sind (in Klammer die Häufigkeit der Angaben):
- Hülsenfrüchte (30,1 %)
- Gurkensalat (28,6 %)
- frittierte Speisen (22,4 %)
- Weißkohl (20,2 %)
- kohlensäurehaltige Getränke (20,1 %)
- Grünkohl (18,1 %)
- fette Speisen (17,2 %)
- Paprika (16,8 %)
- Sauerkraut (15,8 %)
- Zwiebeln (15,8 %)
- Wirsing (15,6 %)
- hartgekochte Eier (14,7 %)
- Bohnenkaffee (12,5 %)
- Mayonnaise (11,8 %)
- Geräuchertes (10,7 %)